# NGC 883
NGC 883 este o galaxie lenticulară situată în constelația Balena. A fost descoperită în 10 septembrie 1785 de către William Herschel. Se află la o distanță de 59,43 de megaparseci de Pământ.